# Tarō Kudō
Tarō Kudō (工藤 太郎?, Kudō Tarō; ...) è un compositore e videogame designer giapponese che iniziò a lavorare per la Konami e Square negli anni novanta.
In seguito si unì a una giunta di sviluppatori separatasi dalla Squaresoft, i Love-de-Lic, nel 1996, per la quale disegnò UFO: A Day in the Life. Kudō attualmente è direttore della Vanpool.

## Lavori
- Axelay (compositore accreditato come "Taro")
- Freshly-Picked Tingle's Rosy Rupeeland (design)
- Mario & Luigi: Superstar Saga (design)
- Super Castlevania IV (compositore con Masanori Adachi, accreditato come "Souji Taro")
- Super Mario RPG: Legend of the Seven Stars (design)
- Moon: Remix RPG Adventure (design)
- UFO: A Day in the Life (design)[3]
- Endonesia (design)
- Irozuki Tingle no Koi no Balloon Trip (design)